# Teeter-totter-tam Animation
Teeter-totter-tam Animation – российская stop-motion студия, основанная Константином Коноваловым и Ириной Неустроевой в 2011 году. Название "teeter-totter" в переводе с английском означает “качели” и "tam" просто приставка.
Студия занималась созданием как авторских аудиовизуальных работ, так и коммерческих проектов: создание вирусных роликов, рекламных и презентационных ролики, вставки для фильмов и музыкальные клипы.

## Фильмография (авторские работы)
1. Snowman, 2010
2. Placticine. Love. Moscow, 2010
3. 7 seconds of gravitation, 2010
4. Where are girls flying, 2010
5. Moscow - city for animation, 2010
6. Teeter-totter-tam, 2010
7. Idea creation, 2010
8. Inflation of animation, 2010
9. DRINKme-EATme-READme, 2011
10. I LOOK & MOVE, 2011
11. Paris Day & Night, 2015

## Достижения[2]
Работы Teeter-totter-tam Animation получили десятки наград в фестивалях кино и анимации. А так же постоянно участвуют в показах в США, Канаде, Австралии, Бразилии, Японии, Франции, Германии, Англии, Испании, Турции и многих других странах, включая Россию и Украину.
1. Призеры и победители VI, VII и VIII Международного фестиваля Мультимедийного творчества «Мультиматограф»
2. Победители и призеры фестиваля Мегаполис 2010 Санкт-Петербург, Россия
3. Победители в номинации «АниМетр» Фестиваль «Шорты» 2010 и 2011 Тула, Россия
4. Победители фестиваля микрокино «Шоты» 2010 и 2011 Москва, Россия
5. Участники V, VI и VII фестиваля LINOLEUM Москва, Россия
6. Победители фестиваля Yota.Space 2010 Санкт-Петербург, Россия
7. Финалисты фестиваля ART BY CHANCE 2011 и 2012
8. Победители в номинации «Мультимедиа» в Международной IT-Олимпиаде 2011 Москва, Россия
9. Финалисты XVIII фестиваля «Крок»
10. Финалисты Нет-фестиваля видеоарта и анимации Уфа, Россия
11. Победители в номинации «Анимация» (Лучший короткометражный фильм) на
12. Победители фестиваля Волшебный мир-2012 Рязань, Россия
13. Финалисты фестиваля фильмов Stop-motion 2012 и 2013 Минск, Беларусь
14. Финалисты Vimeo Festival Awards 2012, США
15. Финалисты ÉCU The European Independent Film Festival 2012 Париж, Франция
16. Победители Smell FIlm Festival 2012, Италия
17. Победители фестиваля Driven Creativity GoPro Active film category 2012 Лондон,Великобритания
18. Победители в номинации «Экспериментальный фильм» фестиваля «Meters» 2012 Тверь, Россия
19. Финалисты Skelet Film Festival 2012, США